# Jürgen Rödig
Jürgen Rödig (* 16. Oktober 1942 in Überlingen; † 13. November 1975 in Gießen) war Professor für Bürgerliches Recht, Zivilprozessrecht, Rechtstheorie und Rechtsinformatik an der Justus-Liebig-Universität Gießen und Begründer der Internationalen Gesellschaft für Gesetzgebungstheorie.
Nach seinem Studium in Freiburg i. Br. wurde Rödig Mitte der 1960er Jahre wissenschaftlicher Assistent von Ulrich Klug in Köln, wo er 1969 promoviert wurde und sich 1972 habilitierte. 1973 erfolgte ein Ruf an den rechtswissenschaftlichen Fachbereich in Gießen, wo Rödig bis zu seinem durch einen Verkehrsunfall bedingten Tode wirkte. Rödig war, neben Peter Noll, einer der Pioniere der modernen Gesetzgebungslehre, wobei Rödig einen „mehr rechtstheoretischen Ansatz unter Berücksichtigung von Methoden der mathematischen Logik“ verfolgte. Rödig, den seine Lehrer und Gießener Kollegen Klug, Ramm, Rittner und Schmiedel als einen „trotz seiner Jugend so ungewöhnlichen Gelehrten“ und sein wissenschaftliches Werk als „in seiner denkerischen Kraft und seiner umfassenden, von neuen Ansätzen geprägten Originalität so ausserordentlich“ bezeichneten, wurden drei Gedächtnisschriften gewidmet.

## Werke
Vgl. die umfangreiche Bibliographie der Werke Jürgen Rödigs in: Ulrich Klug, Thilo Ramm, Fritz Rittner, Burkhard Schmiedel: Gesetzgebungstheorie, Juristische Logik, Zivil- und Prozessrecht. Gedächtnisschrift für Jürgen Rödig. Springer Verlag, Berlin/Heidelberg/New York 1978, ISBN 3-540-08642-0, S. 394 ff.
Hauptwerke:
- Die Denkform der Alternative in der Jurisprudenz. Springer, Berlin, Heidelberg 1969, ISBN 978-3-642-86233-5, (DOI).
- Die Theorie des gerichtlichen Erkenntnisverfahrens. Springer-Verlag, Berlin, Heidelberg 1973, ISBN 978-3-642-65599-9, (DOI).
- Schriften zur juristischen Logik. Springer-Verlag, Berlin, Heidelberg 1980, ISBN 978-3-642-67392-4, (DOI).
- Einführung in eine analytische Rechtslehre. Springer-Verlag, Berlin, Heidelberg 1986, ISBN 978-3-642-71398-9 (DOI).